# Чжуинь фухао
Чжуи́нь фуха́о (кит. трад. 注音符號, упр. 注音符号, пиньинь Zhùyīn Fúhào, буквально: «символы для обозначения звуков»), часто сокращённо называемые чжуи́нь или бопомофо (ㄅㄆㄇㄈ, bopomofo или BoPoMoFo, по четырём первым буквам) — фонетическая система, используемая для транскрипции севернокитайского языка. Система использует 37 специальных символов — 21 для начальных согласных китайских слогов, 13 дифтонгов и финалей (гласных, или комбинаций «гласная + n/ng»), 3 медиали, и могут быть добавлены ещё три знака для диалектов. Как и японская катакана, состоит из элементов иероглифов и передаёт звучание иностранных слов.

## История

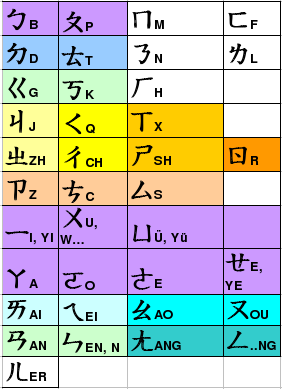
Сравнение с пиньинем

Комиссия по унификации произношения, возглавлявшаяся У Цзиньханом, с 1912 по 1913 год создала систему гои́нь цзыму́ (кит. 國音字母, «национальные буквы для произношения»), или чжуи́нь цзыму́ (кит. 注音字母, «буквы для обозначения звуков»), которая основывалась на стенографической системе Чжан Биньлиня. Проект был подготовлен 11 июля 1913 года Национальным министерством образования Китайской республики, но официально опубликован лишь 23 ноября 1918 года. В апреле 1930 года чжуинь цзыму был переименован в чжуинь фухао. После 1949 года чжуинь продолжает использоваться на Тайване, тогда как в Китайской Народной Республике используется почти исключительно транскрипция пиньинь (Ханьюй пиньинь) на основе латинского алфавита.
В наши дни чжуинь используется в КНР лишь в ограниченном масштабе. В некоторых авторитетных словарях, изданных в КНР, например, «Сяньдай ханьюй цыдянь» 2010 года выпуска, даётся транскрипция заглавных слогов в чжуине (в дополнение к основной транскрипции пиньинем). Иной раз выходят и переиздания старых словарей, использующих чжуинь (к примеру, Hanyu Cidian 1937 года был переиздан в 1957 и 1991 годах).
Даже на Тайване чжуинь постепенно сдаёт свои позиции латинским транскрипциям, которые широко используются, например, для дорожных знаков. В середине 1980-х годов Министерство образования Тайваня приняло решение о переходе на латинскую транскрипцию MPS II, а с 2002 года широко стал использоваться тунъюн пиньинь; тем временем власти Тайбэя и некоторых других городов, где были сильны позиции Гоминьдана, предпочитали материковый ханьюй пиньинь. Вскоре после возвращения Гоминьдана к власти Министерством Просвещения было принято решение об использовании ханьюй пиньиня в качестве стандарта, начиная с 2009 года. Однако чжуинь всё ещё остаётся основной транскрипцией, используемой при обучении чтению и письму в начальной школе на Тайване. Иногда тайваньские школьники, изучающие английский язык как иностранный, и их учителя даже используют чжуинь — не с лучшими результатами — для указания произношения английских слов.
На Тайване чжуинь также продолжает оставаться популярным методом ввода китайского текста в компьютер или мобильный телефон. Как отмечалось в печати, модель смартфона BlackBerry, поддерживающая ввод текста только через пиньинь, но не чжуинь, поступившая в продажу на острове в 2007 г., оказалась мало востребованной, и компания-производитель пообещала обеспечить поддержку чжуиня в будущих моделях.
В 1920—1930-е годы чжуинь также применялся для публикации текстов на хмонг-мьенских языках хму и гэ.

## Принципы системы
Алфавит чжуинь состоит из:
- 21 буквы, предназначенной для записи всех начальных согласных (инициалей) слогов севернокитайского языка : ㄅ (b/б), ㄆ (p/п), ㄋ (n/н) и т. д.
- 13 букв, предназначенных для записи многих финалей (гласная, или гласная + конечный согласный) севернокитайских слогов, напр. ㄚ (a/а), ㄠ (ao/ао), ㄧ (i/и), ㄢ (an/ань), ㄣ (en/энь, или просто финальная n/нь), и т. д.
- 3 буквы, предназначенных для записи начальных согласных (инициалей), встречающихся только в некоторых диалектах севернокитайского: 万 (v), 兀 (ng), 广 (gn).

В чжуине нет специальных букв для финалей -in (-инь) и -ing (-ин), -un (-унь), -ong (-ун), или же для финалей, в которых перед слогообразующей гласной имеется медиаль (краткая гласная «и» (i), у (u) или «юй» (ü)). Все эти финали записываются при помощи двух букв: буква ㄧ (i), ㄨ (u), или ㄩ (ü), плюс соответствующая буква для остатка финали. Например, ㄧㄣ (-in/-инь), ㄨㄢ (-uan/-уань) и т. д. Этот приём позволяет обходиться набором букв (34 для путунхуа, 37 для диалектов), сравнимым по размеру с латинским алфавитом или кириллицей, и использовать обычную клавиатуру для ввода текста на чжуинь.
Таким образом, севернокитайский слог может быть записан:
- одной буквой чжуинь:
  - слоги без инициали, напр. ㄢ (an/ань), ㄨ (wu/у);
  - слоги ㄓ (zhi/чжи), ㄔ (chi/чи), ㄖ (ri/жи), ㄕ (shi/ши), ㄗ (zi/цзы), ㄘ (ci/цы), ㄙ (si/сы), в которых гласная «сливается» с шипящей или свистящей согласной.
- двумя буквами чжуинь:
  - слоги, состоящие из инициали и финали (без медиали), напр. ㄏㄢ (han/хань), ㄇㄡ (mou/моу), и т. д.
  - слоги типа ㄧㄣ (in/-инь), ㄨㄢ (wan/вань) и т. п.
- тремя буквами чжуинь:
  - слоги с инициалью, медиалью и финалью, напр. ㄇㄧㄠ (miao/мяо).
  - слоги типа ㄇㄧㄣ (min/минь), ㄋㄨㄤ (nong/нун), и т. п.

Для полной таблицы слогов чжуинь, и их перевода в пиньинь и другие системы, см. Сравнительная таблица систем латинизации севернокитайского языка.

## Обозначение тонов
- ˙ — лёгкий а также нейтральный тон, или же 5-й тон (пример: ㄉㄜ˙, пиньинь: de, с.-кит.: 的, палладий: дэ (в пиньинь 5-й тон никак не обозначается))
- ˊ — восходящий тон, или же 2-й тон (пример: ㄚˊ, пиньинь: á, с.-кит.: 嗄, палладий: а)
- ˇ — низходящевосходящий тон, или же 3-й тон, (пример: ㄚˇ, пиньинь: ǎ, с.-кит.: 啊, палладий: а)
- ˋ — нисходящий тон, или же 4-й тон, (пример: ㄓㄜˋ, пиньинь: zhè, с.-кит.: 这, палладий: чжэ).

1-й тон на чжуинь фухао никак не обозначается, поэтому сначала идëт 5-й тон, а потом остальные тона. Пример: ㄇㄠ, пиньинь: māo, с.-кит.: 猫, палладий: мао)

## Клавиатура

### Юникод
Чжуинь был добавлен к стандарту Юникод в октябре 1991 года, в версии 1.0, где ему выделен блок U+3100-U+312F:
| Чжуинь фухао[1][2] Официальная таблица символов Консорциума Юникода (PDF)                                  |    |    |    |    |    |    |    |    |    |    |    |    |    |    |    |    |
| | 0  | 1  | 2  | 3  | 4  | 5  | 6  | 7  | 8  | 9  | A  | B  | C  | D  | E  | F  |
| U+310x |    |    |    |    |    | ㄅ | ㄆ | ㄇ | ㄈ | ㄉ | ㄊ | ㄋ | ㄌ | ㄍ | ㄎ | ㄏ |
| U+311x | ㄐ | ㄑ | ㄒ | ㄓ | ㄔ | ㄕ | ㄖ | ㄗ | ㄘ | ㄙ | ㄚ | ㄛ | ㄜ | ㄝ | ㄞ | ㄟ |
| U+312x | ㄠ | ㄡ | ㄢ | ㄣ | ㄤ | ㄥ | ㄦ | ㄧ | ㄨ | ㄩ | ㄪ | ㄫ | ㄬ | ㄭ | ㄮ | ㄯ |
| Примечания 1.^ По состоянию на версию 15.0. 2.^ Серые клетки обозначают зарезервированные кодовые позиции. |    |    |    |    |    |    |    |    |    |    |    |    |    |    |    |    |

В сентябре 1999 были добавлены дополнительные символы (версия Юникода 3.0), в блоке «Расширенное чжуинь фухао» с номерами U+31A0-U+31BF:
| Расширенное чжуинь фухао[1] Официальная таблица символов Консорциума Юникода (PDF) |    |    |    |    |    |    |    |    |    |    |    |    |    |    |    |    |
|                                                                                    | 0  | 1  | 2  | 3  | 4  | 5  | 6  | 7  | 8  | 9  | A  | B  | C  | D  | E  | F  |
| U+31Ax                                                                             | ㆠ | ㆡ | ㆢ | ㆣ | ㆤ | ㆥ | ㆦ | ㆧ | ㆨ | ㆩ | ㆪ | ㆫ | ㆬ | ㆭ | ㆮ | ㆯ |
| U+31Bx                                                                             | ㆰ | ㆱ | ㆲ | ㆳ | ㆴ | ㆵ | ㆶ | ㆷ | ㆸ | ㆹ | ㆺ | ㆻ | ㆼ | ㆽ | ㆾ | ㆿ |
| Примечания 1.^ По состоянию на версию 15.0.                                        |    |    |    |    |    |    |    |    |    |    |    |    |    |    |    |    |